# Joseph von Baader

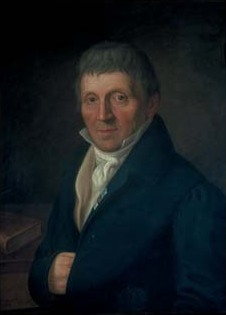
Joseph von Baader, (Ölgemälde aus der Bayerischen Akademie der Wissenschaften), Foto: BAdW

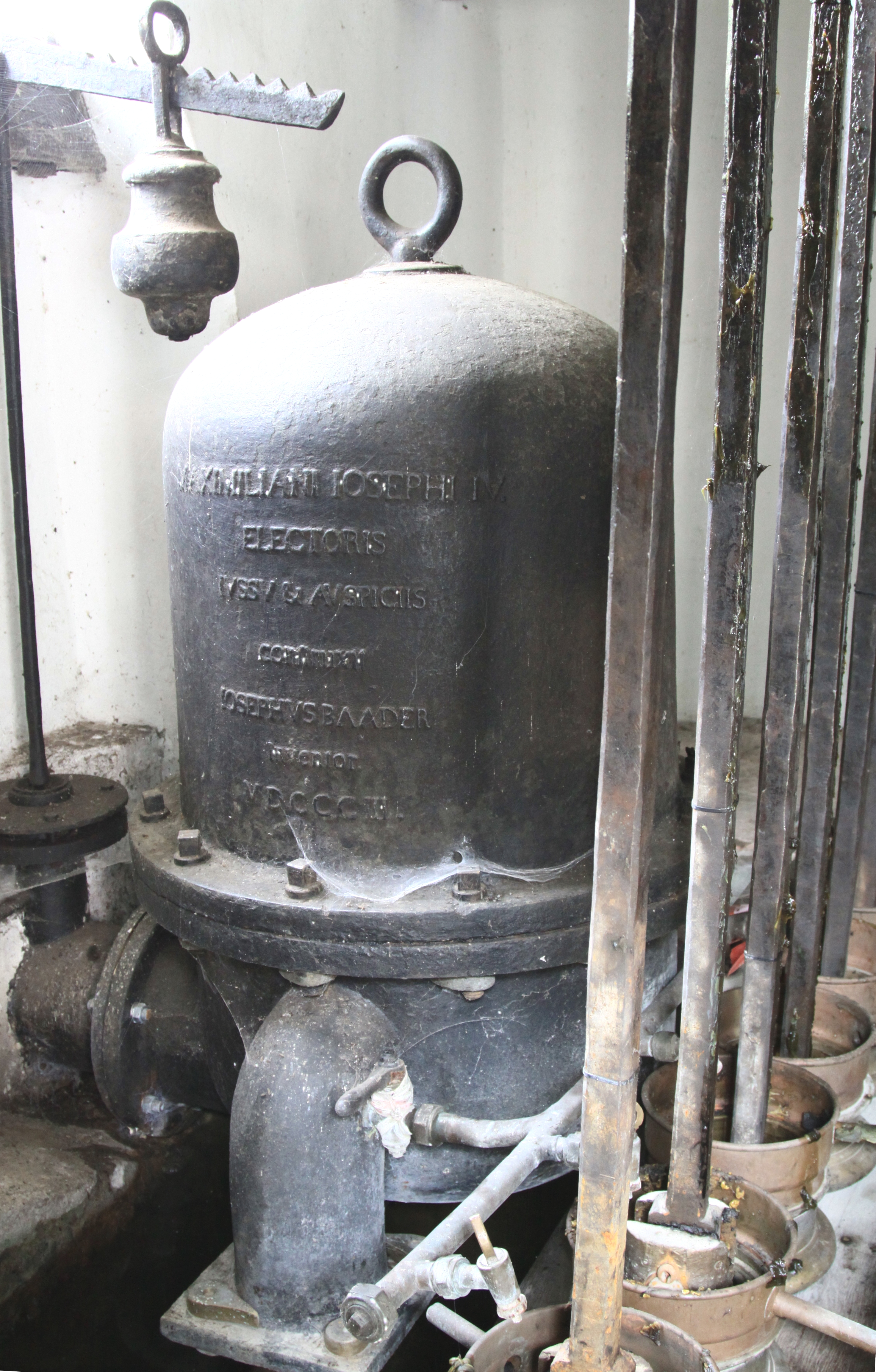
Windkessel im Grünen Brunnhaus der Gartenanlagen in Schlosspark Nymphenburg in München

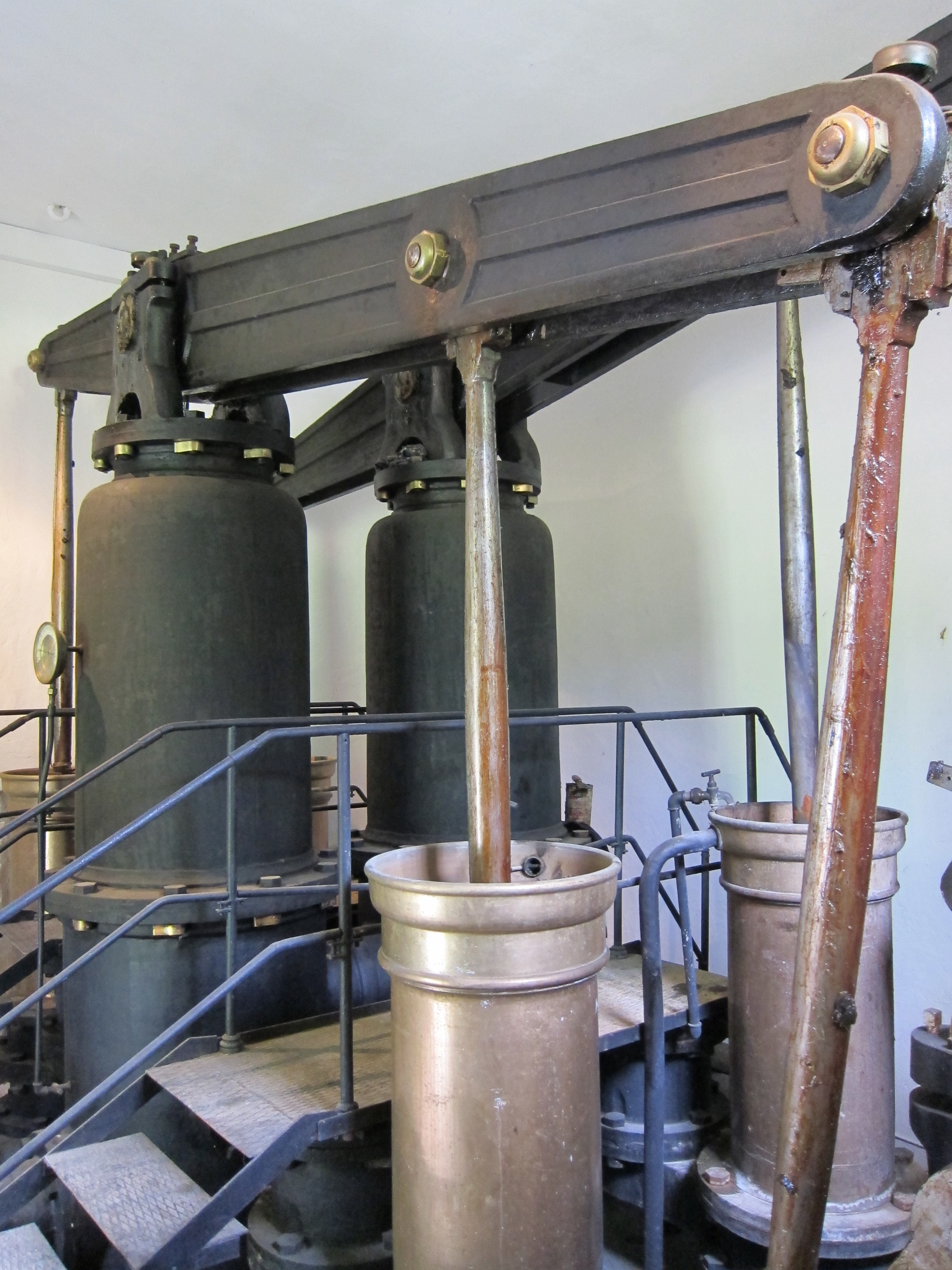
Östliches Pumpwerk im Grünen Brunnhaus der Gartenanlagen in Schlosspark Nymphenburg in München

Joseph Baader, ab 1813  von Baader, (* 30. September 1763 in München; † 20. November 1835 ebenda) war ein deutscher Ingenieur und Arzt, der zu den bedeutendsten Ingenieur-Konstrukteuren seiner Zeit zählt. Joseph Baader ist ein Bruder Franz Xaver von Baaders. Neben Joseph Anton von Maffei (1790–1870) und Theodor Freiherr von Cramer-Klett (1817–1884) gilt Baader als einer der drei wichtigen Wegbereiter der Eisenbahn in Bayern.

## Herkunft
Seine Eltern waren Franz Josef Baader (1733–1794) und dessen Ehefrau Maria Dorothea Rosalia geb. von Schöpff (1742–1829). Sein Vater war Leibarzt des Herzogs Clemens von Bayern. Sein Großvater Johann Adam Schöpf (1702–1772) war ein bekannter Freskomaler. Er hatte 13 Geschwister, darunter der Arzt Franz von Baader (1765–1841) und der Theologe Clemens Alois Baader (1762–1838).

## Leben
Nach dem Medizinstudium und Promotion beschäftigte sich Baader mit dem Studium der Mathematik, des Maschinenbaus und des Bergbaus. 1786 bis 1794 Studium in England, dem Mutterland der Industriellen Revolution. Durch seine Veröffentlichungen früh berühmt, wurde er 1794 nach Bayern zurückgerufen und 1796 ordentliches Mitglied der Philosophischen Klasse der Bayerischen Akademie der Wissenschaften, 1798 Direktor des Berg- und Maschinenwesens in Bayern.
Er leitete die Königlich-Bayerischen Eisenhütten zu Bodenwöhr und Wayerhammer, deren Erzeugnisse „englischen und schlesischen Waren an die Seite gestellt werden“ konnten. Als Oberbergrat förderte Baader außerdem das Eisenbahnwesen in Deutschland und war auch auf dem Gebiet der Schifffahrt tätig. Baader hat auch die modernen Förderanlagen der Saline in Reichenhall entworfen und beschrieb bereits 1799 eine Konstruktion für ein Zwei-Mann-U-Boot.
Seine Theorie der Saug- und Hebepumpen, 1797 erschienen, fand die Aufmerksamkeit des Kurfürsten Max IV. Joseph von Bayern, der Baader 1802 mit der Anlage neuer Fontänen für den Nymphenburger Schlosspark beauftragte. 1803 errichtete er im Schlosspark Nymphenburg in München ein gusseisernes Pumpwerk im „Grünen Brunnhaus“ zum Betrieb der parkseitigen Fontäne, 1808 ein Pumpwerk im „Johannisbrunnhaus“, das die große Fontäne vor dem Schloss antrieb. Diese Pumpwerke gelten als die ältesten noch dienstbereiten Maschinen Europas, wenn nicht weltweit. Eine Besonderheit der Konstruktion ist der Windkessel, der den Leitungsdruck erhöht und ausgleicht und die zur Erbauungszeit „stärkste“, also wasserreichste Fontäne Europas aufwies, mit 55 Litern pro Sekunde und acht bis zehn Metern Höhe in Fachkreisen ein anerkannter Meilenstein der Ingenieurskunst.
Napoleon war von diesen Fontänen beeindruckt und berief ihn deshalb 1805 nach Paris, um an der technischen Verbesserung der Maschine von Marly, d. h. der Wasserversorgung von Versailles mitzuarbeiten. Seine Vorschläge kamen jedoch nicht zur Ausführung. Dabei lernte Baader auch Joseph Michel Montgolfier kennen, den Erfinder des hydraulischen Widders. Auf dem Landsitz des Grafen Montgelas in Bogenhausen (bei München) installierte Baader in dieser Zeit einen  hydraulischen Widder, der in Paris patentiert worden war.
1807 fertigte Baader erste Entwürfe von Eisenbahnen an. In ausführlichen Schriften befasste er sich mit der Konstruktion von Eisenbahnen und propagierte die Vorteile einer Eisenbahnverbindung gegenüber dem Bau des Ludwig-Donau-Main-Kanals. 1814 legte er einen Plan für eine Pferdeeisenbahn von Nürnberg nach Fürth vor, die dann 20 Jahre später unter der Leitung von Paul Camille von Denis gebaut wurde.  Zuvor hatte der bayerische König 1825 den Aufbau einer Versuchseisenbahn durch von Baader im Nymphenburger Schlosspark genehmigt und besichtigt.
1810 erfand Baader das vermutlich erste Tretboot, das wegen seiner auf Kufen ruhenden Konstruktion als Wasserschlitten bezeichnet wurde. Dieses neuartige Fahrzeug wurde von Baader selbst „in Gegenwart der königl. Bayerischen Familie“ am 29. August 1810 vorgestellt. Die Erfindung des Wasserschlittens war für eine adelige Zielgruppe gedacht, die aufgrund des durch die Konstruktion erhöhten Standpunkts ohne Personalkosten schöne Gegenden genießen oder die Jagd pflegen konnte.
Der Wasserschlitten war zerlegbar und konnte so leicht transportiert werden.
1813 erfolgte seine Erhebung in den bayerischen Adel.
1815 erwarb  Baader das Patent für einen Güterwaggon, der auf Schiene wie Straße zu fahren in der Lage war. Er war Gründungsmitglied und Deputierter der ab Januar 1821 erschienenen Monatsblätter für Bauwesen und Landesverschönerung, die in einer kostenlos verteilten Auflage von 4000 Exemplaren vom landwirtschaftlichen und vom polytechnischen Verein finanziert wurden. Die „Gesellschaft für nützliche Verschönerung des bairischen Landes“ hatte den Hauptzweck, die „freundliche Gestaltung und Verbesserung der Städte, Märkte und Dörfer, mit ihren Markungen und Fluren, dann Vervollkommnung der einzelnen Bau- und Cultur-Anlagen, besonders durch Ordnung und Reinlichkeit, zu Erhöhung des häuslichen und öffentlichen Lebens anzuregen und zu fördern“. Als Erwiderung auf den Vorschlag von Joseph von Utzschneider, zur Entwicklung des Landes eine Eisenbahn von Rosenheim über Miesbach, Tölz, Iffeldorf nach Lechbruck und  einen Kanal von Iffeldorf in den Starnberger See und weiter nach München zu bauen, veröffentlichte er 1832 ein Plädoyer für eine Eisenbahnverbindung von München nach Starnberg.
1825 soll von Baader das erste Tretkurbelrad erfunden haben.

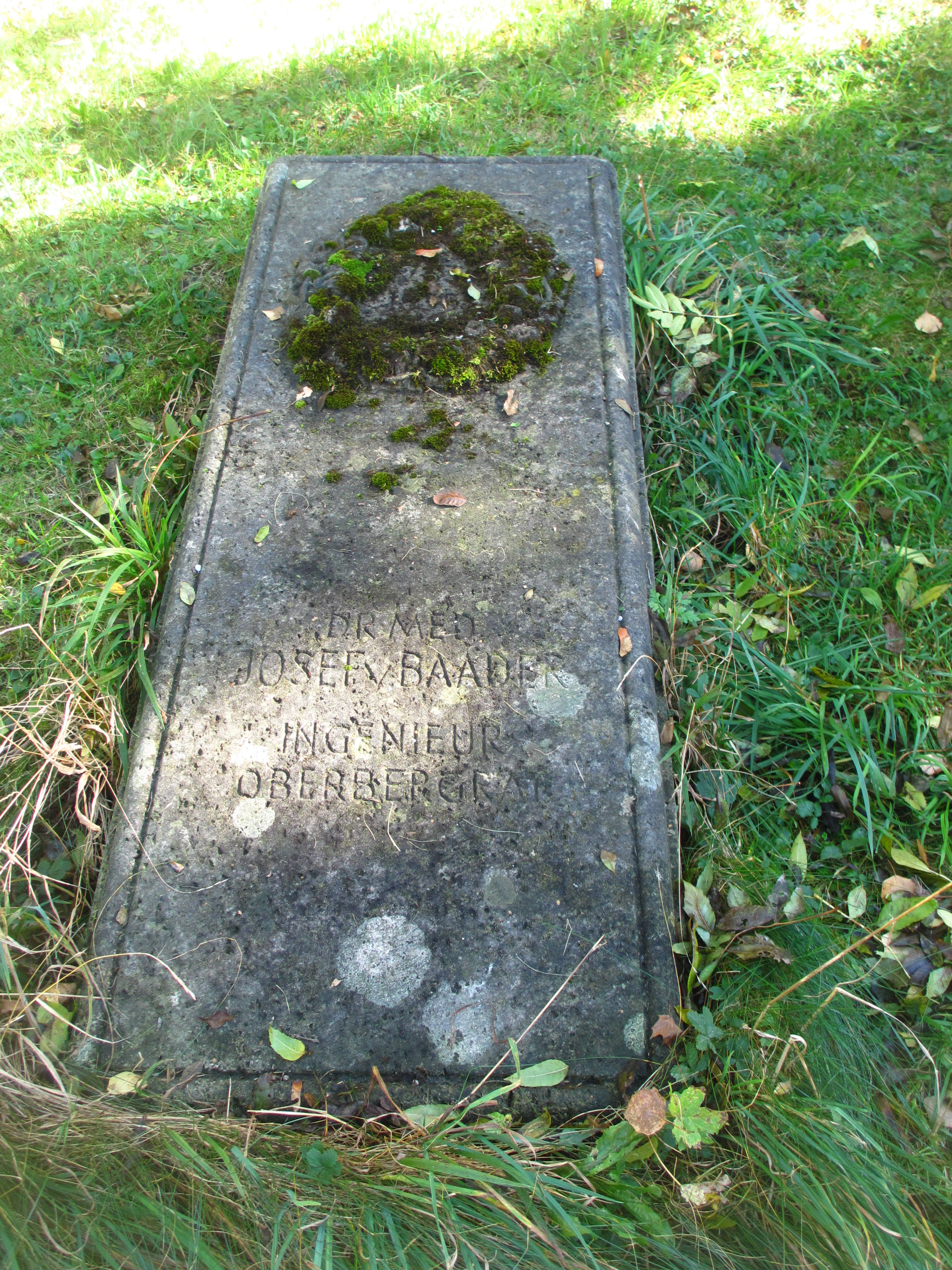
Grab von Joseph Baader auf dem Alten Südlichen Friedhof in München (Ersatzgrab, das ursprüngliche ist verloren)

## Grabstätte
Die Grabstätte von Baader befindet sich auf dem Alten Südlichen Friedhof in München (Gräberfeld 4 – Reihe 12 – Platz 29) Standort.

## Familie
Baader heiratete Nanette Capson aus Mannheim. Das Paar hatte eine Tochter: Caroline († 17. Februar 1834) sowie einen Sohn.